# Bruno Corbucci
Bruno Corbucci (Rome, 23 oktober 1931 – aldaar, 7 september 1996) was een Italiaanse scenarioschrijver en filmregisseur.

## Biografie
Bruno Corbucci was de jongere broer van Sergio Corbucci. Hij begon zijn carrière as scenarioschrijver van vooral komische films. Zijn debuut als filmregisseur kwam halverwege de jaren zestig met de film James Tont operazione U.N.O. (1965), een parodie op de James Bondfilm Goldfinger.
Corbucci verwierf naam met een reeks politiefilms rond de Romeinse politie-inspecteur Nico Giraldi, vertolkt door Tomás Milián, die in 1976 begon met Squadra antiscippo en in 1984 eindigde met Delitto al Blue Gay.
Tot zijn bekendste werk behoren een aantal films met Bud Spencer in de hoofdrol, zoals Cane e gatto uit 1983, Miami Supercops uit 1985 (waarin Bud Spencer samen met zijn gebruikelijke partner Terence Hill speelt) en Superfantagenio uit 1986. Later regisseerde Corbucci vooral televisieseries.
Hij schreef veel van zijn films zelf en was ook in verschillende van zijn films te zien in een cameo.
Bruno Corbucci overleed op 6 september 1996 in een ziekenhuis in Rome na een hartstilstand. Hij werd begraven op de begraafplaats van Verano.